# Dafasz
Dafasz – miejscowość w Egipcie, w muhafazie Al-Minja. W 2006 roku liczyła 12 186 mieszkańców.